# Liste der Bodendenkmale in Fredersdorf-Vogelsdorf
In der Liste der Bodendenkmale in Fredersdorf-Vogelsdorf  sind alle Bodendenkmale der brandenburgischen Gemeinde Fredersdorf-Vogelsdorf und ihrer Ortsteile aufgelistet. Grundlage ist die Veröffentlichung der Landesdenkmalliste mit dem Stand vom 31. Dezember 2020.
Die Baudenkmale sind in der Liste der Baudenkmale in Fredersdorf-Vogelsdorf aufgeführt.

## Bodendenkmale
| Gemarkung                       | Flur    | Kurzansprache                                                                                          | Bodendenkmalnummer | Bemerkung | Bild |
| ------------------------------- | ------- | --- | ------------------ | --------- | ---- |
| Fredersdorf (Lage)              | 8       | Siedlung Bronzezeit, Siedlung Eisenzeit, Siedlung römische Kaiserzeit                                  | 60657              |           |      |
| Fredersdorf (Lage)              | 8       | Siedlung Bronzezeit                                                                                    | 60658              |           |      |
| Fredersdorf (Lage)              | 3, 7    | Dorfkern deutsches Mittelalter, Dorfkern Neuzeit                                                       | 60660              |           |      |
| Fredersdorf (Lage)              | 11      | Siedlung slawisches Mittelalter                                                                        | 60661              |           |      |
| Fredersdorf, Petershagen (Lage) | 3, 2, 4 | Dorfkern deutsches Mittelalter, Siedlung Bronzezeit, Siedlung Eisenzeit, Dorfkern Neuzeit              | 60790              |           |      |
| Fredersdorf, Vogelsdorf (Lage)  | 8, 1    | Siedlung Bronzezeit, Siedlung römische Kaiserzeit, Siedlung slawisches Mittelalter                     | 60656              |           |      |
| Fredersdorf, Vogelsdorf (Lage)  | 8, 1    | Siedlung Bronzezeit, Siedlung Eisenzeit, Siedlung römische Kaiserzeit, Siedlung slawisches Mittelalter | 60659              |           |      |
| Vogelsdorf (Lage)               | 1       | Siedlung römische Kaiserzeit, Siedlung slawisches Mittelalter                                          | 60831              |           |      |
| Vogelsdorf (Lage)               | 1       | Siedlung Urgeschichte, Siedlung Eisenzeit                                                              | 60832              |           |      |
| Vogelsdorf (Lage)               | 1       | Siedlung Urgeschichte                                                                                  | 60833              |           |      |
| Vogelsdorf (Lage)               | 1       | Dorfkern deutsches Mittelalter, Dorfkern Neuzeit                                                       | 60834              |           |      |
| Vogelsdorf (Lage)               | 5       | Siedlung Eisenzeit                                                                                     | 60879              |           |      |